# Himno a Palermo (Boyacá)

El himno a Palermo fue escrito y compuesto por artistas nacidos en esta localidad. Su inspiración tiene origen en un poema dedicado a la Patrona de Palermo (Boyacá) y al paisaje con el que cuenta este pueblo de Boyacá. La letra es de Félix Hernando Díaz Tamayo, con música de Juan Francisco Mancipe Nuñez.

## Letra
CORO
¡Palermo! Tus hijos te cantan
en el alma puesto el corazón
porque eres rincón encantado
donde reina la paz y el amor.
(BIS)
I
Rosalia su Santa Patrona
que de Italia a este suelo llegó
vio por fin en sus altas montañas
Noble Fiel de su antigua mansión.
II
Tus laderas, tus bosques, tus fuentes
que se visten de intenso verdor
y el rumor de tus aguas y el viento
son un himno perenne al Señor.
CORO
¡Palermo! tus hijos te cantan
en el alma puesto el corazón
porque eres rincón encantado
donde reina la paz y el amor.
(BIS)
III
Palermanos al bien consagrados
los conoce toda la nación
Con honor sirviendo a la patria
Fervorosos honrando al creador.
IV
Fundió razas y pueblos hermanos
Fue Palermo el radiante crisol
donde Dios modelo con sus manos
los renuevos del Indo-Español
CORO
¡Palermo! tus hijos te cantan
en el alma puesto el corazón
porque eres rincón encantado
donde reina la paz y el amor.
(BIS)
- Datos: Q97159278